# سید خطیب‌الاسلام صدرنژاد
سید خطیب‌الاسلام صدرنژاد(متولد ۱۷ آذر ۱۳۳۰ در تهران)، پژوهشگر و استاد رشته متالورژی، دارای مدرک دکترای مهندسی متالورژی از دانشکده علم و مهندسی مواد مؤسسه فناوری ماساچوست «ام.آی. تی» در آمریکا و لیسانس مهندسی متالورژی با کسب رتبه اول از دانشگاه صنعتی شریف تهران است. وی دوره‌های فوق دکترا و فرصت مطالعاتی را در مؤسسه فناوری ماساچوست گذرانده و هم‌اکنون استاد دانشکده مهندسی و علم و مواد دانشگاه صنعتی شریف است. تحقیقات وی در زمینه تولید مواد نو، شبیه‌سازی فرایندهای سینتیکی، ساخت و بکارگیری اعضای مصنوعی، آلیاژهای حافظه‌دار و مواد هوشمند تا کنون به انتشار بیش از ۴۱۰ مقاله علمی و ثبت ۵۷ اختراع انجامیده‌است. وی برنده جایزه برگزیدگان علم و صنعت (جایزه خوارزمی) شده، استاد برجسته، پژوهشگر نمونه، محقق برتر نانوفناوری و استاد نمونه دانشگاه صنعتی شریف گردیده و از ده‌ها نهاد داخلی و خارجی لوح تقدیر دریافت کرده‌است. کتب تألیفی وی تحت عنوان‌های «فرایندهای سینتیکی در مهندسی مواد و متالورژی»، «حرارت و حرکت در مواد» و «سوخت و انرژی» موفق به دریافت جوایز کتاب سال و کتاب برگزیده دانشگاه تهران و کمسیون ملی انرژی شدند. وی سابقاً ریاست پژوهشگاه مواد و انرژی و دانشگاه صنعتی شریف را بر عهده داشت.

## سوابق تحصیلی
- کارشناسی مهندسی متالورژی، دانشگاه صنعتی شریف (۱۳۵۳)
- دکترای علم و مهندسی مواد، دانشگاه MIT، آمریکا (۱۳۵۷)

## تجارب علمی
- استاد دانشگاه صنعتی شریف از سال ۱۳۶۰ تاکنون
- بنیانگذار، مدیرمسئول و سردبیر مجلهٔ بین‌المللی مهندسی از سال ۱۳۶۵ تاکنون[۳]
- سردبیر (دوره اول) مجله مهندسی پزشکی زیستی از سال ۱۳۸۲ تا ۱۳۸۷[۴]
- مدیر مسئول و سردبیر مجله مواد مهندسی از سال ۱۳۸۷ تاکنون[۵]
- مدیر مسئول مجلهٔ علم و فناوری سرامیک
- عضو سابق هیئت تحریریهٔ مجلهٔ مهندسی دانشگاه فردوسی مشهد
- عضو سابق هیئت تحریریهٔ نشریهٔ علمی پژوهشی امیرکبیر
- عضو هیئت تحریریهٔ مجلهٔ علم و مهندسی مواد ایران
- عضو هیئت تحریریهٔ مجلهٔ مهندسی مواد مجلسی
- تدریس (TA) و Visiting Scientist دانشگاه ام‌آی‌تی آمریکا از سال ۱۳۶۹ تا ۱۳۷۰
- محقق و پژوهشگر فوق دکترا دانشگاه ام‌آی‌تی[نیازمند منبع]

## جوایز علمی و افتخارات[۶]
- رتبه اول پژوهش در جشنواره خوارزمی (دومین جشنواره برگزیدگان علم و صنعت) در سال ۱۳۶۷ (ریاست جمهوری)
- برگزیده در دوازدهمین جشنواره بین‌المللی خوارزمی در سال ۱۳۷۷ (ریاست جمهوری)
- کتاب سال دانشگاهی (وزارت فرهنگ و آموزش عالی)
- کتاب برگزیده دانشگاه تهران در سال ۱۳۸۱ (دانشگاه تهران)
- کتاب سال جمهوری اسلامی (ریاست جمهوری)
- کتاب برگزیده جمهوری اسلامی (وزارت فرهنگ و ارشاد اسلامی)
- استاد برجسته دانشگاه صنعتی شریف (وزارت فرهنگ و آموزش عالی)[۷]
- استاد نمونه کشوری (ریاست جمهوری)
- پژوهشگر نمونه دانشگاه صنعتی شریف (ریاست جمهوری)
- محقق برتر (پنجم) دومین جشنواره نانو (ستاد نانوفناوری ریاست جمهوری)[۸]
- محقق برتر (پنجم) سومین جشنواره نانو (ستاد نانوفناوری ریاست جمهوری)[۹]
- محقق برتر (پنجم) چهارمین جشنواره نانو (ستاد نانوفناوری ریاست جمهوری)
- محقق برتر (چهاردهم) پنجمین جشنواره نانو (ستاد نانوفناوری ریاست جمهوری)[۱۰]
- محقق برتر (نهم) ششمین جشنواره نانو (ستاد نانوفناوری ریاست جمهوری)[۱۱][۱۲]
- محقق برتر (هفتم) هفتمین جشنواره نانو (ستاد نانوفناوری ریاست جمهوری)[۱۳]
- عضو فهرست یک درصد دانشمندان پراستناد جهان (پایگاه ISI-ESI)[۱۴]
- رتبه اول کارشناسی، دانشکده مهندسی متالورژی در سال ۱۳۵۳ (دانشگاه صنعتی شریف)
- کمیته ملی انرژی و شورای جهانی انرژی (سازمان انرژی اتمی)

## سمت‌های اجرایی[۱۵]
- معاون پژوهشی وزارت علوم، تحقیقات و فناوری
- رئیس پژوهشگاه مواد و انرژی[۱۶]
- رئیس دانشگاه تربیت مدرس
- رئیس مؤسسهٔ آموزش عالی صدرا
- رئیس گروه مهندسی پزشکی پژوهشکده جانبازان
- بنیانگذار و نویسنده اساسنامه فرهنگستان علوم
- سرپرست گروه فنی و مهندسی شورای عالی انقلاب فرهنگی
- دبیر شورای متالورژی ستاد هماهنگی توسعه و استقلال صنایع ایران (وزارت صنایع)
- رئیس بخش مهندسی متالورژی کارخانهٔ (اچ-وای-ال) هیلسای مکزیک
- رئیس دانشگاه صنعتی شریف[۱۷]

## آثار

### کتاب‌ها
تألیف
- فرایندهای سینیتیکی در متالورژی(برنده جایزه کتاب سال جمهوری اسلامی و کتاب منتخب دانشگاهی دانشگاه تهران)، انتشارات علمی دانشگاه امیرکبیر، تهران، ۱۳۷۲.[نیازمند منبع]
- حرارت و حرکت در مواد(برنده جایزه کتاب سال جمهوری اسلامی)، انتشارات وزارت امور خارجه، تهران، ۱۳۷۸.[۱۸]
- سوخت و انرژی(برنده جایزه کتاب سال جمهوری اسلامی)، انتشارات علمی دانشگاه صنعتی شریف، تهران، ۱۳۸۰.[۱۹]